# Портяк, Василий Васильевич
Васи́лий Васи́льевич Портя́к (укр. Василь Васильович Портяк; 31 марта 1952 — 2 марта 2019) — украинский прозаик и сценарист.

## Биография
Родился 31 марта 1952 в селе Кривополье Жабьевського (теперь Верховинского) района, Ивано-Франковская область. По окончании средней школы свыше двух лет работал лесорубом, грузчиком, такелажником — преимущественно в передвижных леспромхозах. В 1972 году поступил на факультет журналистики Киевского государственного университета.
Дебютировал в 1980 году новеллой «Мицьо и Вовчур» во львовском журнале «Жовтень», имел позже еще несколько публикаций («Вітчизна», «Ранок», «Літературна Україна» и др. периодические изданиях), подал рукопись книги новелл в издательство «Молодь». Сборник «Крислачі» вышел из печати в 1983 году, Василий Портяк был принят на работу в издательство «Молодь».
Два года учился в Москве на Высших курсах режиссёров и сценаристов (мастерская Е.Барабаш). С этого времени работал в кинематографе. По его сценариями сняты художественные фильмы «Меланхолический вальс», «Вишнёвые ночи», «Нам звоны не играли, когда мы умирали», «Атентат. Осеннее убийство в Мюнхене», «Пудель», «Стрил», полнометражный документальный «Чья правда, чья несправедливость» и ряд короткометражных.
Скончался 2 марта 2019 года после тяжёлой продолжительной болезни.

## Сценарная фильмография
1. 1990 — Меланхолический вальс
2. 1991 — Нам колокола не играли, когда мы умирали
3. 1992 — Вишнёвые ночи
4. 1995 — Атентат. Осеннее убийство в Мюнхене
5. 2000 — Непокорённый
6. 2004 — Железная сотня
7. 2023 — Довбуш